# Mahabalella acutisetosa
Mahabalella acutisetosa är en svampart som beskrevs av B. Sutton & S.D. Patil 1966. Mahabalella acutisetosa ingår i släktet Mahabalella, divisionen sporsäcksvampar och riket svampar.   Inga underarter finns listade i Catalogue of Life.